# 이은승
이은승(1971년 2월 12일 ~)은 빙그레/한화 이글스에서 뛰었던 전 야구선수이다. 공주고등학교를 졸업했다.
한편, 1997년을 끝으로 은퇴한 뒤 공주고 코치를 거쳐 안산공고 감독을 맡았고 외산중학교 감독이던 2016년 횡령 혐의로 구속됐으며 이로 인해 외산중학교 야구부는 등록 유보 상태가 됐다.

## 같이 보기
- 빙그레 이글스 연도별 선수 명단